# 阿夫拉姆·孔涅多
阿夫拉姆·孔涅多（西班牙語：Abraham Conyedo，1993年10月7日—），古巴、意大利男子摔跤运动员。他曾代表意大利参加2020年夏季奥林匹克运动会摔跤比赛，获得男子自由式97公斤级铜牌。